# گیاه‌بر دم‌حنایی
گیاه‌بر دم‌حنایی (نام علمی: Phytotoma rara) نام یک گونه از سرده گیاه‌برها است.